# Stelis zothecula
Stelis zothecula är en orkidéart som beskrevs av Carlyle August Luer. Stelis zothecula ingår i släktet Stelis och familjen orkidéer. Inga underarter finns listade i Catalogue of Life.